# Галлизация
Галлизация (также францизация, офранцуживание; фр. Francisation) — один из видов этноязыковой и этнокультурной ассимиляции, под которым понимается интеграция нефранцузов во франкоязычные сообщества мира (Франция, Бельгия, Квебек и проч.) и, в первую очередь усвоение ими французского языка и постепенным изменением этнического самосознания для сближения с франкоязычным большинством. Поскольку французский язык является романским, галлизация является одной из разновидностей вторичной романизации. Галлизацию не стоит путать с галломанией, при которой массовое увлечение заимствованиями различных элементов французского языка и культуры не приводят к исчезновению местных языков и культур, хотя и влияют на них (например, роль франко-норманской культуры в средневековой Англии, парижские веяния в дворянской среде Российской империи, массовый ввод галлицизмов в румынский язык XIX века последователями Трансильванской школы в Румынии, и т. д.) В некоторых случаях галломания была начальным этапом галлизации (например, таким образом началась галлизация Брюсселя).

## Мировая динамика
Количество франкофонов во всем мире продолжает увеличиваться, составляя 106 миллионов в 1985 году, 173,2 миллиона в 1997 году и более 200 миллионов в 2005 году. Кроме того, прогнозы предсказывают экспоненциальный рост числа франкофонов в зависимости от образования в Африке: франкоязычное население, как ожидается, достигнет 400 миллионов к 2025 году и 680 миллионов в 2050 году, то есть его численность нужно умножить на 4, а мировое население — только на 1,5.
Количество франкофонов в мире продолжает увеличиваться быстрее, чем население мира в целом. Рост происходит в основном за счёт продолжающегося бурного роста населения в странах Африки, в которых французский язык является основным де-юре или де-факто (страны Магриба). Динамика распространения французского языка в регионе сложна и его будущее здесь зависит от целого ряда плохо предсказуемых факторов. На континенте французский язык по-прежнему выступает в основном в роли второго или иностранного языка и довольно редко в качестве родного. Однако, как и в бывшей португальской Анголе, здесь уже давно наблюдаются некоторые сдвиги. Так, французский уже давно стал родным языком в крупных городах некоторых стран региона (в столицах Кот-д'Ивуара и Габона и их пригородах). Более того, как показал постколониальный опыт, он вполне способен успешно конкурировать с английским в двуязычном Камеруне. Данные последних лет показывают, что многие горожане-марокканцы предпочитают воспитывать своих детей франкофонами (Грета Римерсма, 2010). Однако многие страны стали на путь дегаллизации, как постепенной (Сирия, Ливан, Вьетнам), так и вполне осознанной (Руанда).

## История и методы галлизации

### Объединительная
Ордонанс Вилле-Котре, изданный королём в 1539 году, положил начало процессу объединения романских народностей в рамках единой Франции. Все региональные языки, как романские, так и нероманские, активно вытеснялись из обихода нормами парижского региона Иль-де-Франс. Этот процесс занял не одно столетие. Так, в 1794 году по наблюдениям аббата Грегуара на стандартном французском языке изъяснялись лишь в 15 департаментах из 83, или 3 млн чел. из 23 млн, проживавших на тот момент в стране. Более того, провансальцы часто плохо понимали столичную речь, и это при том, что речь в бывших заокеанских колониях (Квебеке) была более близка к дореволюционной парижской, чем в некоторых регионах самой Франции.

## Национально-освободительная галлизация Квебека
Галлизация, а точнее, регаллизация стала одним из инструментов национально-освободительного движения во франко-канадской среде XX века. Она имела экономический, административный, культурный, языковой и образовательный (Закон 101 от 1977 г.) характер, восстановив французский облик (визаж франсэ) таких городов, как Монреаль, и офранцузив некоторые исторически англоязычные города (Гатино, Шербрук), которые долгое время контролировали англо-квебекцы.

### Демографическая
В результате более высокой рождаемости и различных показателей миграционного обмена, франкофоны постепенно стали преобладающей группой в Квебекском регионе Эстри, долине реки Оттава. Кроме того, их высокая рождаемость позволила им восстановить свою численность на северо-востоке бывшей области Акадия (ныне Нью-Брансуик) даже после массового геноцида, учинённого британскими властями в начале XVIII века (Великий переполох).
За счёт иммиграции французов и валлонов происходит интенсивное офранцуживание ряда приграничных с Францией и Валлонией коммун Фландрии (Менин, Вервик и Де-Панне), находящихся в непосредственной близости от городов Лилль и Дюнкерк.

## Административно-принудительная
Такой была галлизация немецкого меньшинства в Эльзасе и Лотарингии, переданных Франции после 1945 г. Немецкий язык был полностью запрещён, хотя и сохранялся долгое время в обиходе в удалённых сельских регионах. Певица Патрисия Каас до 7 лет говорила дома преимущественно на одном из германских диалектов, однако в школе, а затем и во взрослой жизни перешла в основном на французский язык. Такой же была политика принудительного вытеснения окситанского и ряда других коренных языков Франции (см. Бергонья).

## Культурно-экономическая
В целом такой по характеру является продолжающаяся постепенная францизация населения в ряде стран Экваториальной Африки — бывших колоний Франции. В ряде Африканских стран — например, в Габоне и Кот-Д’Ивуаре (особенно в столице — г. Абиджане) французский язык стал родным для большинства населения относительно недавно — во второй половине XX века, то есть после периода деколонизации. Рост числа франкофонов в Африке (как полных, так и частичных) продолжается в наши дни со скоростью 5-7 % в год.

## Колонизационная
Попытки интегрировать некоторые преимущественно мусульманские страны Магриба (Алжир, Тунис, Марокко) в состав Франции не увенчались успехом, однако французские язык и культура оставили в этом регионе заметные следы до наших дней. Постепенная арабизация, несомненно, уменьшила их былой престиж, однако не ликвидировала его полностью. С другой стороны, более успешным было заселение французами таких территорий как Новая Каледония (кальдоши) и Французская Гвиана.

## Языковая
Подробнее о языковой галлизации во французском языке см. Французская орфография: современные изменения
В самой Франции к языковой галлизации часто прибегают для адаптирования иноязычных заимствований, особенно англицизмов: CD-ROM → cédérom.